# 1982 في السويد
فيما يلي قوائم الأحداث التي وقعت خلال عام 1982 في السويد.

## سياسة

### تعيين في المنصب
- 8 أكتوبر – أولوف بالمه رئيس وزراء السويد.

## أفلام
من الأفلام التي صدرت هذه السنة في السويد:
- 17 ديسمبر – فاني وأليكسندر من إخراج إنغمار برغمان.

## مواليد

### يناير
- 27 يناير – توبياس يوهانسون لاعب كرة قدم.
- 31 يناير – إيلينا باباريزو المغني اليوناني.

### فبراير
- 6 فبراير – أندرس أدلر لاعب هوكي جليد سويدي.
- 13 فبراير – بيورن أندرسون لاعب كرة قدم سويدي.

### مارس
- 3 مارس – مرسيدس ماسون
- 6 مارس – جوناس لارهولم لاعب كرة يد سويدي.
- 9 مارس – توبياس هيسين لاعب كرة قدم سويدي.
- 10 مارس – أندرياس يوهانسون لاعب كرة قدم سويدي من مواليد 1982.

### أبريل
- 21 أبريل – باتريك ساندل

### مايو
- 21 مايو – لوكاس كارلسون لاعب كرة يد سويدي.
- 26 مايو – فيليب بربيك لاعب كرة مضرب سويدي.
- 28 مايو – دايفيد يوهانسون لاعب كرة قدم سويدي.

### يونيو
- 10 يونيو – مادلين

### يوليو
- 1 يوليو – يواكيم يوهانسون لاعب كرة مضرب سويدي.

### أغسطس
- 10 أغسطس – جون ألباغ لاعب كرة قدم سويدي.
- 21 أغسطس – كيم أندرسون لاعب كرة يد سويدي.
- 24 أغسطس – كيم شلستروم لاعب كرة قدم سويدي.

### سبتمبر
- 15 سبتمبر – بير نيلسون لاعب كرة قدم سويدي.
- 24 سبتمبر – كريستيان ماراكر لاعب كرة سلة سويدي.
- 27 سبتمبر – ماركوس روزنبرغ لاعب كرة قدم سويدي.

### أكتوبر
- 13 أكتوبر – كاري أرناسون لاعب كرة قدم آيسلندي.

### ديسمبر
- 11 ديسمبر – أندرياس داهلن لاعب كرة قدم سويدي.

### مايو
- 11 مايو – أكي أندرسون (مواليد 1918)
- 21 مايو – هولغر كرافورد (مواليد 1908)

### أغسطس
- 15 أغسطس – هوغو تيورل (مواليد 1903)
- 29 أغسطس – إنغريد برغمان (مواليد 1915) ممثلة سويدية.